# Serie numismática Constructores de la República - Bicentenario 1821-2021
Constructores de la República - Bicentenario 1821-2021 es una serie numismática del sol peruano emitida desde octubre de 2020 por el Banco Central de Reserva del Perú en el marco de la conmemoración del Bicentenario de la Independencia del Perú. La colección, que consta de nueve monedas con la denominación de 1 sol, rinde homenaje a los personajes que entre los siglos XVIII y XIX lucharon con sus ideas o las armas por alcanzar la independencia del Perú.

## Características
En el anverso, en la parte central, se observa el Escudo de Armas del Perú rodeado de la leyenda "Banco Central de Reserva del Perú", el año de acuñación y un polígono inscrito de ocho lados que forma el filete de la moneda. En el reverso, en la parte central, se observa la imagen del personaje a tratar, asimismo se aprecia un diseño geométrico de líneas verticales y la marca de la Casa Nacional de Moneda. Al lado izquierdo la frase "Bicentenario 1821-2021", la denominación en número y el nombre de la unidad monetaria. Al lado de la denominación se aprecia el isotipo del Bicentenario, como símbolo de la serie y en la parte superior se muestra el nombre del personaje.

## Monedas de la serie
| Serie Numismática "Constructores de la República Bicentenario 1821 - 2021" | Serie Numismática "Constructores de la República Bicentenario 1821 - 2021" | Serie Numismática "Constructores de la República Bicentenario 1821 - 2021" | Serie Numismática "Constructores de la República Bicentenario 1821 - 2021" | Serie Numismática "Constructores de la República Bicentenario 1821 - 2021" | Serie Numismática "Constructores de la República Bicentenario 1821 - 2021" |
| Orden                                                                      | Anverso                                                                    | Reverso                                                                    | Imagen                                                                     | Emisión                                                                    | Personaje                                                                  |
| -------------------------------------------------------------------------- | -------------------------------------------------------------------------- | -------------------------------------------------------------------------- | -------------------------------------------------------------------------- | -------------------------------------------------------------------------- | -------------------------------------------------------------------------- |
| 1°                                                                         |                                                                            |                                                                            |                                                                            | 9 de octubre de 2020                                                       | Juan Pablo Viscardo y Guzmán                                               |
| 2°                                                                         |                                                                            |                                                                            |                                                                            | 19 de mayo del 2021                                                        | Hipólito Unanue                                                            |
| 3°                                                                         |                                                                            |                                                                            |                                                                            | 10 de noviembre del 2021                                                   | Toribio Rodríguez de Mendoza                                               |
| 4°                                                                         |                                                                            |                                                                            |                                                                            | 4 de mayo del 2022                                                         | Manuel Lorenzo de Vidaurre                                                 |
| 5°                                                                         |                                                                            |                                                                            |                                                                            | 21 de diciembre del 2022                                                   | José Baquíjano y Carrillo                                                  |
| 6°                                                                         |                                                                            |                                                                            |                                                                            | 21 de diciembre del 2022                                                   | José Faustino Sánchez Carrión                                              |
| 7°                                                                         |                                                                            |                                                                            |                                                                            | 10 de mayo del 2023                                                        | Francisco Xavier de Luna Pizarro                                           |
| 8°                                                                         |                                                                            |                                                                            |                                                                            | 23 de septiembre de 2023                                                   | José de la Mar                                                             |
| 9°                                                                         |                                                                            |                                                                            |                                                                            | 12 de diciembre de 2023                                                    | José Manuel Valdés                                                         |